# Nozières (Cher)
Nozières ist eine französische Gemeinde mit 234 Einwohnern (Stand: 1. Januar 2022) im Département Cher in der Region Centre-Val de Loire; sie gehört zum Arrondissement Saint-Amand-Montrond und zum Kanton Saint-Amand-Montrond.

## Geographie
Nozières liegt etwa 39 Kilometer südlich von Bourges. Der Cher begrenzt die Gemeinde im Osten und Nordosten. Umgeben wird Nozières von den Nachbargemeinden Farges-Allichamps im Norden, Bruère-Allichamps im Norden und Nordosten, Orval im Osten und Südosten, Orcenais im Süden sowie Vallenay im Westen und Nordwesten.
Durch die Gemeinde führt die Autoroute A71.

## Bevölkerungsentwicklung
| 1962                       | 1968 | 1975 | 1982 | 1990 | 1999 | 2006 | 2018 |
| -------------------------- | ---- | ---- | ---- | ---- | ---- | ---- | ---- |
| 198                        | 189  | 151  | 154  | 228  | 231  | 229  | 213  |
| Quellen: Cassini und INSEE |      |      |      |      |      |      |      |

## Sehenswürdigkeiten
- Kirche Saint-Paxent aus dem 11. Jahrhundert, seit 1971 Monument historique
- Herrenhaus aus dem 15. Jahrhundert

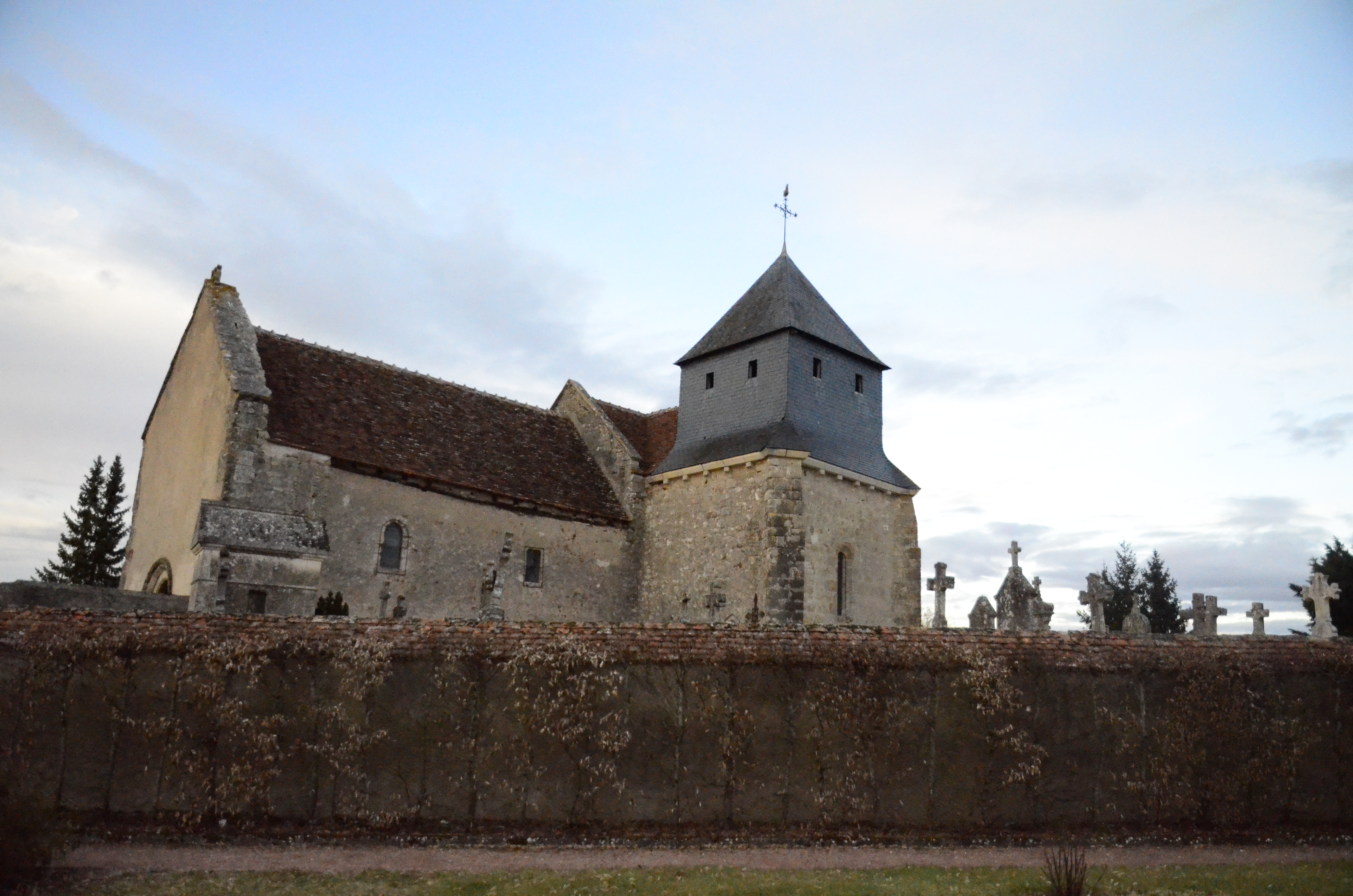
Kirche Saint-Paxent

- Schloss La Férolle